# Библиотека Саклера
Библиотека Саклера (англ. Sackler Library) — библиотека при Оксфордском университете, хранящая большое количество старинных рукописей, а также археологических и художественных ценностей.
Основана в 2001 году в специально построенном на средства миллионера Мортимера Саклера (англ.) здании рядом с музеем Эшмола, на базе библиотечных и архивных фондов которого создана. Здание выполнено в классическом стиле, перекликающемся со зданием музея. Центральный корпус представляет собой круглую ротонду, а входной портик содержит аллюзию на храм Аполлона в Бассах, которым вдохновлялся Чарльз Роберт Кокерелл, спроектировавший музейное здание.
В фонды новой библиотеки вошли библиотека Эшмола (включавшая библиотечные и архивные фонды музея Эшмола), а также университетские библиотеки классических собраний, восточного искусства и истории искусства. В собрании хранятся археологические предметы от первобытной эпохи до средних веков, монеты, эпиграфика и предметы искусства античной и византийской эпох, а также западноевропейского Средневековья; клинописные таблички и многочисленные древнеегипетские, греко-римские и коптские папирусы, среди которых перешедшая из фондов музея Эшмола значительная часть позднеантичных Оксиринхских папирусов — в том числе древнейшие рукописи библейских и апокрифических раннехристианских текстов, фрагменты работ древнегреческих учёных и писателей, хозяйственные документы.